# Реална опасност (филм)
 Тази статия е за американския филм от 1994.  За романа на Том Кланси вижте Реална опасност (роман).  
„Реална опасност“ (на английски: Clear and Present Danger) е американски филм, на режисьора Филип Нойс, с участието на Харисън Форд, Уилям Дефо и др., излязъл на голям екран на 3 август 1994 година.

## Сюжет
Внимание:  Текстът по-долу разкрива сюжета на произведението (или части от него)!
Филмът започва с преследването на яхта от патрулен кораб на Бреговата охрана на САЩ. След залавянето на беглеца, бреговата охрана констатира, че американски бизнесмен и семейството му са били убити от няколко мъже на борда на яхтата. Избитото семейство се оказва, че е в близки приятелски отношения с президента на САЩ. Президент Бенет (Доналд Мофет) разбира, че приятелят му е бил убит заради връзки с наркокартела Кали в Колумбия, като е „изпрал“ сума от над 650 милиона щатски долара от наркокартела, след което ги е присвоил. В гнева си президентът казва пред Джеймс Кътър, негов съветник по националната сигурност, че колумбийският наркокартел представлява „реална и настояща опасност“ за сигурността на САЩ, което косвено дава на Кътър неофициално разрешение да предприеме мерки за установяване самоличността на хората, отговорни за смъртта на приятеля му и неговото семейство.
Както и в романа, Джак Райън е назначен от Централното разузнавателно управление (ЦРУ) за заместник на заболелия адмирал Гриър и изпълнява длъжността заместник-директор на управлението. Райън открива, че той е оставян без информация от колегите си, които организират провеждането на тайна война срещу наркбароните в Колумбия. Президентът изпраща Райън в Богота, за да направи всичко възможно, САЩ да прибере парите на наркокартела.
Главата на една от наркофамилиите, Ернесто Ескобедо е разярен след като е загубил над $600 милиона, в резултат на замразяването от правителството на САЩ на активите на бизнесмена, който е наредил да бъде убит. Тогава нарежда на човека, отговарящ за неговата сигурност – Феликс Кортез (Хоакин де Алмейда), да се погрижи за проблема. Феликс, бивш кубински разузнавач, е осъществил контакт на интимна основа със секретарката Бианка Волфсън, личен асистент на главния секретар на ФБР Емил Джейкъб.
Феликс подхранва романтичния интерес и използва влюбената в него Бианка (която не знае истинската му същност или намерения), за да открие, че Джейкъб е на посещение в Колумбия, с цел да преговаря с местните министри от правосъдието по отношение на замразените пари.
Незапознат с тези скрити взаимоотношения, Райън посреща Джейкъб и други висши чиновници в Колумбия, но ескортът, с който се придвижват към американското посолство, попада в засада, организирана от Кортез. В кървава престрелка са избити всички с изключение на Райън.
Феликс Кортез има мотивация да предизвика недоверие сред лидерите на картелите (тъй като никой от тях не знае кой е разпоредил засадата на директора на ФБР). Феликс също така вярва, че може да поеме контрола на картела само след неизбежна война между картелите и с властите.
1. ↑  Box Office Mojo.   Посетен на 7 март 2019 г.